# جورج أنتوني (سياسي)
جورج أنتوني (بالإنجليزية: George Cash)‏ هو سياسي أسترالي، ولد في 12 سبتمبر 1946 في أستراليا. حزبياً، نشط في الحزب الليبرالي الأسترالي. وقد انتخب عضو الجمعية التشريعية لأستراليا الغربية.